# Dłusko (jezioro w powiecie łobeskim)
Dłusko – jezioro na Pojezierzu Ińskim, położone w woj. zachodniopomorskim, w powiecie łobeskim, w gminie Węgorzyno. Powierzchnia zwierciadła wody wynosi 49,65 ha.
Dłusko posiada wydłużony kształt o długości ok. 3 km, a szerokości do ok. 0,3 km. Przez środkową część jeziora przeprowadzono nasyp niemieckiej autostrady (zob. Berlinka), nigdy nie dokończonej. Podzieliła ona jezioro na dwie części: większą południową oraz mniejszą północną.
Jezioro w całości znajduje się w Ińskim Parku Krajobrazowym, dokładnie w jego północnej części. Na południowy zachód od Dłuska wytyczono rezerwat przyrody Głowacz, a jego południowo-zachodni i wschodni brzeg jest granicą rezerwatu przyrody Źródliskowe Zbocza.
Od Dłuska bierze początek rzeka Ukleja, która wypływa przy północno-zachodnim krańcu jeziora i płynie na północny zachód w kierunku jeziora Woświn. Nad północnym brzegiem jeziora leży wieś Dłusko.
Administratorem wód jeziora jest Regionalny Zarząd Gospodarki Wodnej w Szczecinie. Utworzył on obwód rybacki obejmujący wody Dłuska wraz z odcinkiem rzeki Uklei od wypływu do jeziora Woświn – z wyłączeniem wód obiektu stawowego zlokalizowanego w rejonie miejscowości Dłusko.
Południowy brzeg jeziora stanowi granicę między gminą Węgorzyno a gminą Ińsko.
W 1955 roku zmieniono urzędowo niemiecką nazwę jeziora – Dolgen-See, na polską nazwę – Dołsko. W 2006 roku Komisja Nazw Miejscowości i Obiektów Fizjograficznych w wykazie hydronimów przedstawiła nazwę Dłusko.